# Pathos
Pathos est un mot grec (πάθος) qui signifie « souffrance, passion, affect, douleurs ».

## Chez Aristote
Le pathos désigne un des trois moyens de persuasion du discours dans la rhétorique classique depuis Aristote, quelques siècles avant Jésus-Christ.
Tandis que le pathos est une méthode de persuasion par l'appel à l'émotion du public, l'ethos renvoie sa force de persuasion à l'intégrité de l'orateur. C’est souvent par les passions que triomphe l’éloquence ; pour les maîtriser, l’orateur doit connaître les ressorts et les moyens qui servent à les exciter ou à les calmer. Ces stratégies ne sont pas exclusives à la rhétorique : elles conviennent à tout procès linguistique qui dépend de la sympathie (ou au moins de l'attention) de l’autre pour sa mise en œuvre, de la conversation ordinaire à la prose la plus élaborée. Les pathè témoignent d'un rapport à autrui qui varie en degré d'émotivité, selon qu'il s'agisse de le séduire ou de le confondre, de l'influencer ou de le subjuguer, d'agir sur lui ou de le faire agir pour soi.

## Chez Nietzsche
Nietzsche insiste fortement sur l'opposition entre le pathos de la distance ou de la noblesse (sentiment ou pulsion qui commande l’axiologie du type noble) et le point de vue de l’utilité  :
« C’est ce pathos de la distance qui leur a fait saisir les premiers le droit de créer des valeurs, de forger le nom des valeurs : que leur importait l’utilité ! le point de vue de l’utilité est aussi étranger et décalé que possible eu égard à un tel jaillissement bouillonnant de jugements de valeur suprêmes qui fixent et dessinent la hiérarchie : c’est précisément ici que le sentiment a atteint l’opposé de cette basse température que présuppose toute prudence comptable, tout calcul d’utilité – et non pas pour une fois isolée, non pas pour une heure d’exception, mais de manière durable. » (Généalogie de la morale, I, § 2)

## Médecine
En gériatrie, le modèle Pathos permet d'évaluer les soins nécessaires.